# Stephen Ameyu Martin Mulla
Stephen Ameyu Martin Mulla (Ido, região da Equatória Oriental, Sudão, 10 de janeiro de 1964) é um cardeal sul-sudanês da Igreja Católica, atual arcebispo de Juba.

## Biografia
Stephen Ameyu foi ordenado padre para a Diocese de Torit em 21 de abril de 1991. Depois do trabalho pastoral na capital sudanesa Cartum, fez o doutorado na Pontifícia Universidade Urbaniana de Roma de 1993 a 1997. Sua dissertação intitula-se Towards Religious Dialogue and Reconciliation in Sudan. Ameyu então ensinou no seminário em Juba, capital do Sudão do Sul, e também foi seu reitor. Desde 2013 também trabalha na administração da Universidade Católica do Sudão do Sul.
Em 3 de janeiro de 2019, o Papa Francisco o nomeou Bispo de Torit depois que a diocese permaneceu vaga por mais de cinco anos desde a morte do Bispo Akio Johnson Mutek em 2013. O Arcebispo de Juba, Paulino Lukudu Loro, M.C.C.J., consagrou-o bispo em 3 de março do mesmo ano, tendo como co-consagradores o arcebispo de Cartum, Michael Didi Adgum Mangoria, e o Bispo de Yei, Erkolano Lodu Tombe. Nesse mesmo ano, em 12 de dezembro, o Papa Francisco o nomeou Arcebispo de Juba. A posse ocorreu em 22 de março do ano seguinte. Na mesma data foi nomeado Administrador Apostólico da Diocese de Torit.
Foi também Administrador Apostólico da Diocese de Wau de 21 de setembro de 2020 a 24 de janeiro de 2021.
Em 9 de julho de 2023, o Papa Francisco anunciou durante o Angelus que o criaria cardeal no Consistório de 30 de setembro de 2023. Recebeu o barrete vermelho e a titulus de Santa Gemma Galgani.
Em 4 de outubro de 2023, foi nomeado membro do Dicastério para a Doutrina da Fé.